# Breakfast with Scot
Breakfast with Scot è un film del 2007 diretto da Laurie Lynd.
Il soggetto è tratto dal romanzo del professore Michael Downing dell'Università Tufts.
La sceneggiatura è stata adattata da Sean Reycraft dal libro di Michael Downing e il film è stato diretto da Laurie Lynd. Il film ha attirato una notevole attenzione da parte della stampa nel 2006, quando la National Hockey League e i Toronto Maple Leafs hanno annunciato di aver approvato l'uso del logo e delle divise della squadra nel film. Breakfast with Scot è stato il primo film a tema gay che abbia mai ricevuto questo tipo di approvazione da un campionato sportivo professionista.

## Trama
Eric McNally è un giocatore di hockey gay in pensione, diventato un commentatore sportivo che vive con il suo partner Sam, un avvocato sportivo. Quando Sam diventa inaspettatamente il tutore legale di Scot, il figliastro di suo fratello, le loro vite vengono capovolte. Scot, un undicenne da poco rimasto orfano e decisamente effeminato, è l’esatto opposto di Eric. Eric e Sam cercano con gentilezza di fare in modo che dimentichi la crema per le mani profumata e la passione per l'abbigliamento per dedicarsi ad un passatempo più accettabile: l’hockey. Dopo la prima disastrosa partita di Scot, Eric comincia a riflettere sui compromessi che ha accettato nella sua vita per non essere emarginato, e la sua riluttanza ad accettare la situazione alla fine svanisce mentre Scot gli insegna ad amare il suo vero io.

## Riconoscimenti
Il film ha vinto il Globola Audience Award come migliore film internazionale al Lesbisch Schwule Filmtage Hamburg (Hamburg International Queer Film Festival) nell'ottobre del 2008.
Ha inoltre vinto il premio come Family Feature Film al Directors Guild of Canada, nel novembre del 2008.